# Viaducte de Millau
El Viaducte de Millau (occità: Viaducte de Milhau) és un pont atirantat multicable a l'autopista A-75 (Clarmont d'Alvèrnia - Montpeller) que salva la vall del riu Tarn a prop de la localitat de Millau (Llenguadoc). El viaducte cobreix una distància total de 2464 m mitjançant 6 llums de 342 m i dues més de 204 m (les extremes). Fou inaugurat pel president de la República Francesa, Jacques Chirac, el 14 de desembre de 2004 i obert al trànsit dos dies després. Amb la construcció d'aquesta estructura es van batre dos rècords del món:
1. La segona pila (comptant des de Clarmont d'Alvèrnia) és la pila més alta del món: 334 m.[4]
2. La rasant de la carretera just a sobre del riu Tarn (entre les piles 2 i 3) és la rasant de carretera situada a més altura respecte a terra: 270 m, lleugerament més alta que la del New River Gorge Bridge als Estats Units. De tota manera, cal tenir en compte que no és el rècord absolut en ponts, ja que hi ha una passarel·la de vianants també als Estats Units, Royal Gorge Bridge, amb una altura superior: 321 m.

El projecte fou fruit de la col·laboració de diversos enginyers de camins, canals i ports del grup SETRA, dirigits per Michel Virlogeux, que van estudiar, durant anys diverses solucions. Les 5 solucions finalistes foren posteriorment depurades paisatgísticament per diverses enginyeries i estudis d'arquitectura, i finalment va ser escollida l'opció depurada per l'enginyeria anglesa Ove-Arup i l'estudi d'arquitectura de Norman Foster. El projecte constructiu va ser desenvolupat per l'estudi GREISCH, encapçalat per l'enginyer Jean Marie Crémer.
La construcció del pont fou a càrrec de la Compagnie Eiffage du Viaduc de Millau, consorci compost per les empreses Eiffage TP, encarregada dels elements de formigó, Eiffel per als d'acer i Enerpac, encarregada dels suports hidràulics. Gairebé 3000 persones van treballar en la construcció de l'estructura, que va costar 394 milions d'euros i va durar 36 mesos.
El pont serà de peatge, en principi, fins a l'any 2080, sota concessió de la Compagnie Eiffage du Viaduc de Millau, que va finançar les obres. Les seves tarifes seran variables segons l'època de l'any.
Les 7 piles són de formigó i presenten una secció en caixó variable, que es desdobla en dos caixons, passada ja mitja altura, que acaben convergint al seu cap. D'aquesta manera es minimitzen els moviments de la pila al cap, requeriment fonamental per l'efectivitat de l'atirantament. Al peu, la secció mesura aproximadament 17 metres en el sentit longitudinal del pont i 27 en el seu sentit transversal. Així, la inèrcia de la pila enfront d'accions longitudinals al tauler arriba a la mitjana dels 910 m4. Les piles, s'eleven gairebé 89 m per sobre de la rasant, d'on surten 11 tirants per costat.
El tauler és d'acer estructural S355J2G3 i té una amplada de 32 m i un cantell constant de 4,20 m. La secció és tricel·lular amb una àrea de 1.152 m² i la seva flexió transversal és reduïda mitjançant unes gelosies transversals d'acer que es van succeint periòdicament. La plataforma alberga dos carrils per sentit, de 3,5 m d'amplada, dues vorades de 3 m d'amplada i una mitjana de 4,5 m travessada pels tirants.
El traçat en planta presenta una lleugera curvatura per permetre als ocupants dels vehicles una bona panoràmica del pont. En alçat, la calçada presenta un pendent constant del 3,025 % (baixada en direcció Clermont-Ferrant).
La barrera de peatge té 18 vies amb coberta CERACEM, material procedent de les tecnologies del Formigó Especial Industrial (Béton Spécial Industriel: BSI)
La plantilla present en el lloc durant la construcció fou, de 600 persones en períodes punta.

## Espai d'informació
L'espai d'informació del Viaducte de Millau està situat als afores de Millau, just a sota del Viaducte de Millau, el tercer pont més alt del Món. Des d'aquest espai es pot veure el viaducte des de baix, també es pot veure un vídeo de com van construir-lo, també es poden veure unes maquetes de diferents maneres que el volien construir i també hi ha la botiga oficial del Viaducte de Millau.

## Imatges

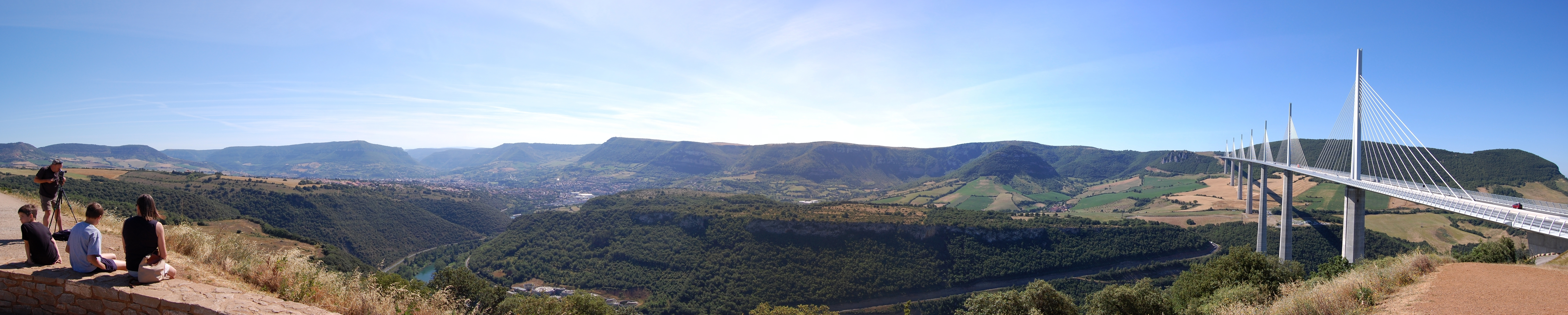
El viaducte i la ciutat de Millau des del mirador de l'espai d'informació.